# کیروندو، بوروندی
کیروندو (به سواحیلی: Kirundo) شهری در استان کیروندو واقع در کشور بوروندی است که در سال ۱۹۹۰ میلادی ۵٫۱۸۱ نفر جمعیت داشته و جمعیت آن در سال ۲۰۰۵ میلادی به ۶٫۰۸۳ نفر رسیده‌است.